# خون‌پیراشامگی
خون‌پیراشامگی به وجود خون در اطراف کیسه دل اشاره دارد. بسته به حجم و سرعت گسترش آن می‌تواند منجر به تامپوناد قلبی بشود.
این شرایط ممکن است به دلیل بافت‌مردگی ماهیچه قلب بعد از سکته قلبی، ترومای قفسه سینه، پادبند، رگ‌برآمدگی به وجود بیاید
خون‌پیراشامگی می‌تواند با پرتو ایکس یا فراصوت قفسه سینه تشخیص داده بشود و معمولاً با پریکاردیوسنتز درمان می‌شود.